# Karlsson z dachu (film)
Karlsson z dachu (szw. Karlsson på taket, ang. Karlsson On the Roof, 2002) – norwesko-szwedzki film animowany, opowiadający historię Karlssona, bohatera książki Astrid Lindgren Karlsson z dachu lata znów.

## Obsada
- Börje Ahlstedt jako Karlsson På Taket
- William Svedberg jako Lille Bror,Svante Svantesson
- Pernilla August jako Mamma
- Allan Svensson jako Pappa
- Margaretha Krook jako Fröken Bock
- Nils Eklund jako Farbror Julius
- Brasse Brännström jako Rulle
- Magnus Härenstam jako Fille
- Leo Magnusson jako Bosse
- Ellen Ekdahl jako Bettan
- Greta Rechlin jako Gunilla
- Jonatan Skifs jako Krister
- Steve Kratz jako Brandman
- Maria Rydberg jako Lärarinna
- Per Sandborgh jako Nyhetsuppläsaren
- Maria Bolme jako Vänner
- Pernilla Skifs jako Vänner
- Barbro Svensson jako Vänner

i inni

## Wersja polska
Wersja polska: TVP AGENCJA FILMOWA

Reżyseria: Andrzej Bogusz

Dialogi: Katarzyna Precigs

Dźwięk i montaż: Jakub Milencki

Kierownictwo produkcji: Monika Wojtysiak

Tekst piosenki: Wiesława Sujkowska

Piosenkę śpiewa: Grzegorz Kucias

Wystąpili:
- Anna Apostolakis
- Joanna Orzeszkowska
- Grzegorz Wons

i inni